# ブレーキ
ブレーキ (Brake) は、移動する物体の減速、あるいは停止を行う装置である。これらの動作を制動と呼ぶため、制動装置ともいわれる。
自転車、自動車、オートバイ、鉄道車両、航空機、エレベーター、競技用のソリ（ボブスレー）、クレーンなど、乗り物に限らず、およそ動くものにはおおむね搭載されている。また、高速な回転物を有したり（洗濯機のドラムなど）、精密な停止制御が必要な機械類などにも、ブレーキを持つものがある。
また、原義から転じて、変化を抑制する意味の単語としても用いられる（「景気にブレーキがかかる」など）。

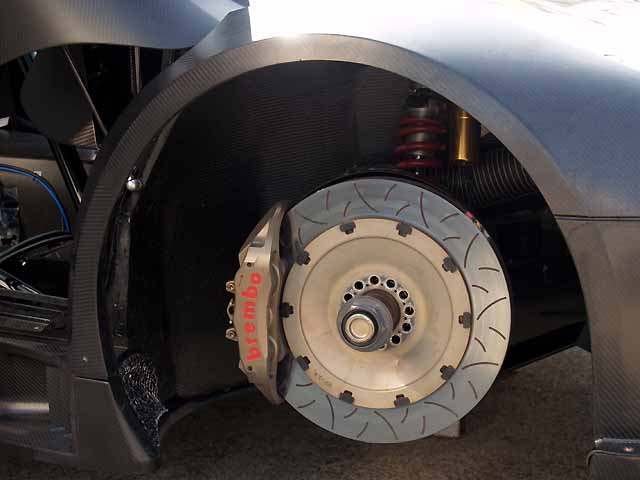
自動車用ブレーキの一例（ランボルギーニ・ムルシエラゴのブレンボ製ディスクブレーキ）

## 機構
移動速度を減じるために運動エネルギーを減少させる方法により、摩擦により熱エネルギーに変換するもの（機械的ブレーキ）、電気エネルギーに変換してその電気エネルギーを何らかの形で消費するもの（渦電流ブレーキ、電磁式リターダ、回生ブレーキ、発電ブレーキ）、流体の運動抵抗を利用したもの（空力ブレーキ、流体式リターダ）などに分類される。
車輪を有する乗り物では、踏面ブレーキを使用可能な鉄道車両を別にすると、機械的ブレーキとしてディスクブレーキやドラムブレーキを使用する例が多い。これらは車軸または車輪内に回転盤（ディスクローター）または円筒（ドラム）をとりつけ、これらに摩擦抵抗を与えることで制動作用を得るものである。ドラムブレーキは制動力と拘束力に優れ、軽く安価に作れるのに対し、ディスクブレーキは広い速度域（温度域）で制動力が安定しているといった長所がある。詳しくはそれぞれの項目を参照のこと。
空力ブレーキは、宇宙機、航空機や一部の競技用自動車、リニアモーターカーや新幹線試験車両などの高速鉄道車両で利用されるドラッグシュートやスポイラーといった、機体や車体の外部で大気に対して作用するものである。

### 自動車
自動車用ブレーキの場合、現代ではブレーキペダルを足で操作するので、フットブレーキとも呼ばれる。乗用車では液圧で動作するものが大多数となっているが、大型自動車では圧縮空気を用いたエアブレーキが主流である。自動車では駐車時に車両を保持するための駐車ブレーキもあるが、これは走行時に使われるブレーキとは機構、目的共に異なる。一般に手を使って操作することからハンドブレーキ、またはブレーキレバーの位置からサイドブレーキと呼ばれていたが、足で踏むタイプやスイッチ操作などで電動でロックするタイプも開発され、総じてパーキングブレーキと呼ばれている。
制動機構としては、スポーツカーや高級車ではディスクブレーキ、大型自動車はドラムブレーキ、大衆車や軽自動車では前輪にディスクブレーキ、後輪にドラムブレーキを使用することが多い。これらの機械的ブレーキは、耐フェード性が求められる場合にはベンチレーテッドディスク、停車や駐車時の拘束力が必要な場合はドラムブレーキやドラムインディスク、といった具合に、使用環境、車両総重量、生産コスト、利益率などの条件を勘案して選択、採用される。
また摩擦以外の減速、抑速機構である、エンジンブレーキやディーゼル自動車（特に大型車）の排気ブレーキ、圧縮開放ブレーキ、リターダ、およびハイブリッドカーや電気自動車（BEV）の回生ブレーキ（減速時に発生する電力をバッテリーに充電する）もブレーキであり、一部は機械的ブレーキと協調制御されて運転者に機械的ブレーキ以外を意識させないようにしている。

### オートバイ（二輪車）
オートバイのブレーキは前輪と後輪を別々に操作するものが一般的だが、大型ツアラーや小型スクーターを中心に、機械的又は電子的に制御された前後連動ブレーキを採用した車種もある。前後別のブレーキの場合、前輪ブレーキは右手で、後輪ブレーキは右足か左手で操作する。
制動機構としては、主にスポーツ車や大型車種を中心に前後輪にディスクブレーキが、小型車・実用車の後輪または前後輪にドラムブレーキが使用されるのが一般的だが、ブレーキの種類が外観に与える影響が大きい（ドラムブレーキは旧式、廉価版、低性能とみられやすい）ため、例外も多く存在する。四輪車と比較して車重が軽いために発熱量が小さく、ディスクローターも露出していて風に当たりやすいことから冷却が大きな問題とならないため、重量のかさむベンチレーテッドディスクは通常用いられない。
パーキングブレーキは、ギアをN以外に入れる方法やセンタースタンドで容易に代用できる車種では装備しておらず、センタースタンドを立てるのに苦労するほどの重量車や、スクーターの中でも配達業務や外回りで頻繁に乗り降りされる想定の実用車、快適性を重視したビッグスクーターに限って装備される。

### 鉄道
現代の鉄道車両では、車輪に制動力を与える機械的ブレーキとしては、車輪の線路との接触面に直接ブレーキシューを当てる踏面ブレーキやディスクブレーキが一般に用いられる。また、ブレーキを機能させるための制御・駆動システムを構成するものとしては、通常自動空気ブレーキあるいはその基本原理を応用する非常ブレーキ装置が搭載される。
電動機を動力源とする電車や電気機関車、ハイブリッド方式の気動車などでは、制御回路の切り替えにより電動機を発電機として制動力を得る発電ブレーキ（発生電力を車載の抵抗で消費）や回生ブレーキ（発生電力を架線やバッテリーなどに戻して再利用）を採用し、機械的なブレーキの常用によるタイヤ温度の上昇や偏摩耗を抑止することが一般的となっている。
なお、連結運転を行わない路面電車ではもっとも原始的な空気ブレーキ機構である直通ブレーキを機械的ブレーキの制御および駆動に採用することもある。また、かつては機械的ブレーキとしてドラムブレーキを採用するケースが路面電車を中心に見られ、また他の各ブレーキと併用する形で非常用ブレーキとして手ブレーキの搭載が標準となっていたが、近年ではいずれも採用例が事実上皆無となっている。
急峻な山岳線向けなどでは非常用としてブレーキシューを直接線路に押しつけるレールブレーキが搭載されることがある。
高速鉄道車両に特徴的なブレーキとしては、電動機を搭載しない新幹線の付随車などで発電ブレーキや回生ブレーキの代用として搭載される渦電流式ディスクブレーキや、ドイツの高速鉄道車両ICE3に装備された渦電流式レールブレーキといった、非接触のブレーキがある。

### 航空機

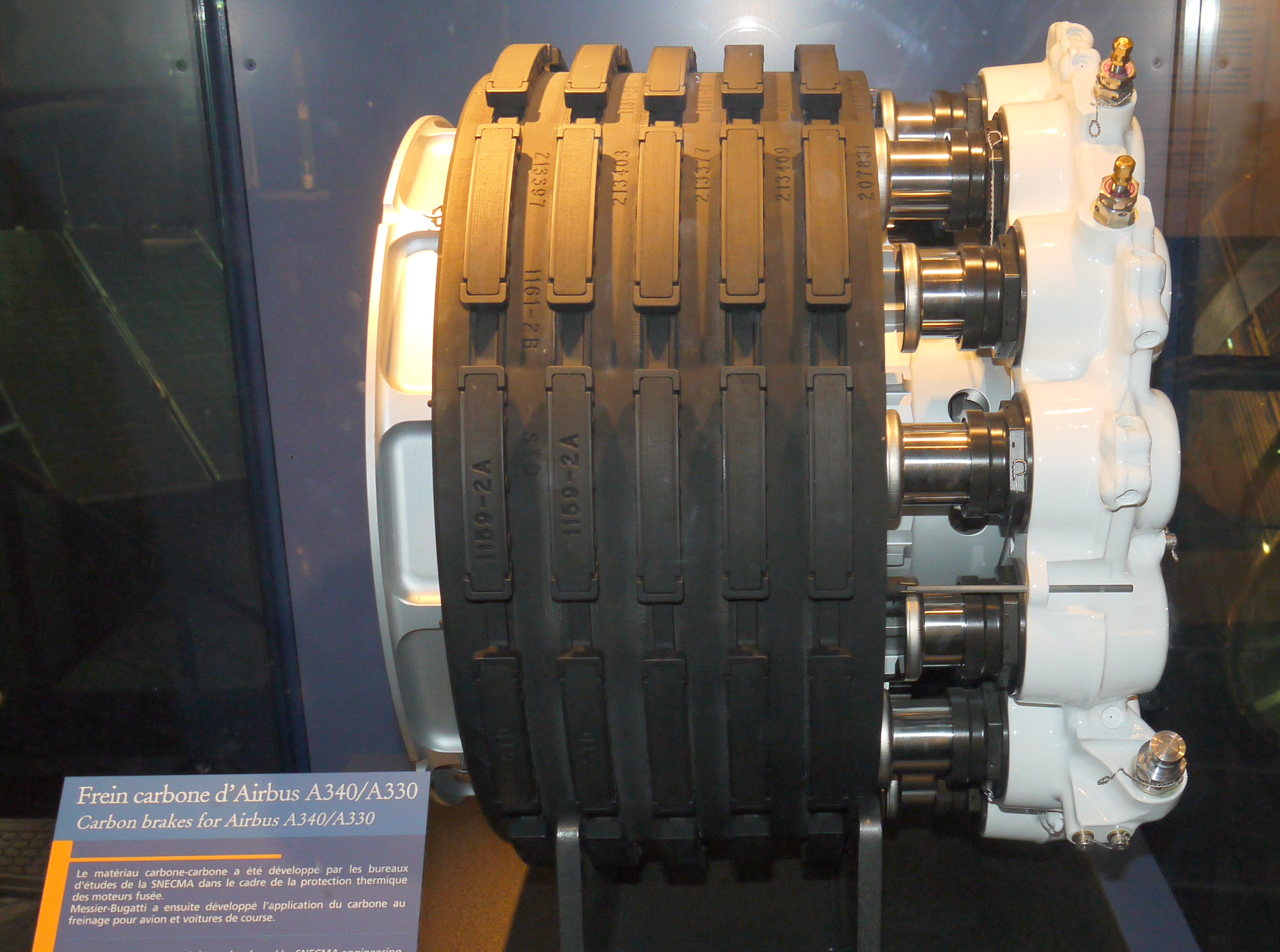
エアバスA330・A340で使用される多板型ブレーキ
炭素繊維強化炭素複合材料製で複数のローター・プレートとステーター・プレートが互い違いで組み合う形になっており、ローター・プレートにはタイヤのホイールの中に取り付けられているキーに固定されるキー溝が設けられており（凹凸がある形状のローター）、ブレーキを掛かる時は右側に取り付けてあるハウジング（白い物体）に高圧の作動油が入り込むことにより発生する油圧によって、ピストン（ハウジングから突き出でている物体）が動き、ステーター・プレートとローター・プレートを押し付けることによりブレーキが作動する

航空機の場合、当然のことながら車輪とレールや道路との摩擦により走る鉄道や車とは違うため、飛行中の減速にはスロットルの調整のほか、機動力が重視される戦闘機などではエンジン出力を落とすことなく減速する必要があるため、空力ブレーキである胴体や主翼上面に取り付けられたパネル･ブレーキ（旅客機では主翼上面に取り付けられたパネル･ブレーキはスポイラーと呼ぶ）を用いることが多い。空気抵抗は速度の二乗に比例するため、高速で飛行する航空機には非常に都合のいいブレーキである。逆に、着陸時に滑走路を走行している時は空力ブレーキだけでは停止できないため、旅客機などでジェットエンジンを搭載している機体は逆推力装置による逆噴射と同時に、車輪に内蔵されたディスクブレーキによりタイヤと地面との摩擦によって減速する。ディスクブレーキには単板型と双板型（2枚のディスクを持つ）と多板型（複数のローター・プレートと呼ばれるタイヤのホイールの中に取付けられているキーで固定されて一緒に回転するブレーキ・ディスクとブレーキ本体に取付けられて固定されているステーター・プレートと呼ばれるブレーキ・ライニング板が鋲打ちされたプレートがあり、この2つが互い違いに組み合わされている。）とがあり、大型機で使用されている多板型のディスクブレーキは、ブレーキを掛ける際の動力源として、エンジン駆動の油圧ポンプによる、高圧の作動油系統からの油圧を使用しており、セグメンテッド・ロータ型ブレーキと呼ばれている。また最近の大型機の多板型のディスクブレーキのロータ・プレートとステーター・プレートには炭素繊維強化炭素複合材料が使用されており軽量化が図られている。
戦闘機が短い滑走路に着陸するときや、スペースシャトルが着陸する時に使う減速用パラシュート（ドラッグシュート）も空力ブレーキの1つである。

### ロケット
ロケットは地面との摩擦や空気抵抗のない宇宙空間を飛行するため、航空機のような空力ブレーキも使えない（ただし、地上数百km程度の地球低軌道では大気が少なからず存在するため、空気抵抗は数か月や数年など長期間の飛行では無視できない）。そのため多くのロケットは小型の逆噴射エンジンを装備し、軌道半径を縮める場合に使用している。
大気圏に再突入する際は高度が落ちると共に空気抵抗も大きくなり、着陸時には主にパラシュートを用いる。大気がない、または希薄な天体ではパラシュート等が使えないため、着陸するまで一貫して逆噴射エンジンで減速する。

## ブレーキの種類

### 電動機
電動機そのものを使い制動力を得る方法を記す。
発電制動
電動機を発電機として用いるブレーキである（発電ブレーキ）。直流電動機において新性能電車をはじめ、古くから用いられてきたブレーキである。ブレーキ力の制御は主に電力を消費させる抵抗器の抵抗の増減により熱エネルギーとして放出する。抵抗器で消費させる代わりに電源側に送り返すのを特に回生制動と呼ぶ。誘導電動機において同期速度より回転子の回転速度が速い場合、誘導発電機として働くことを利用し、可変電圧可変周波数制御において電動機に供給する周波数を下げ、抵抗器で発電した電力を消費させるかもしくは、コンバーターを介し電源側に送り返す制御が減速時に採られる。この制御を行うとき、すべり sが s ≦ 0 となるよう供給する周波数を調整するが、低速域では効果がなくなる。永久磁石同期電動機の場合、常にすべりを0に保つよう固定子に供給する電流を調整しなければならないが、極低速域まで発電制動を行うことができる。
直流制動
誘導電動機の固定子に直流電流（周波数が0 Hzの交流）を流すことにより、負荷を短絡した回転電機子形同期発電機として運動エネルギーを回転子のジュール熱に変換するブレーキである。制動力は誘導電動機の起動トルク相当であり、かご形三相誘導電動機の場合、低速時から停止時に至る速度域で制動力を発揮できる。巻線形三相誘導電動機の場合、二次抵抗を増やし、外部に接続した二次抵抗器によって回転子に生じた電力を熱エネルギーに変換できるため直流制動域を増やすことができ広範囲の速度域において制動力を発揮できる。特にクレーンにおいては直流制動のことをダイナミックブレーキとも言う。永久磁石同期電動機においては停止直前でないと過大な電圧が固定子に誘起されインバータ素子を破壊するか、モーターの過熱により内部の永久磁石の減磁を招くため停止速度近辺でのみ使用する。いずれにおいても制動トルクは高々電動機の起動トルク相当にとどまり、回転子をロックできないため単独では使用できず摩擦ブレーキを併用しなければならない。
逆相制動
プラッギングともいう。三相誘導電動機において三相交流の任意の二相を入れ替えると磁界が回転子とは逆向きに回転することを利用したブレーキである。停止速度近辺において大きな制動力が得られ、かつ、0rpmでも制動力が得られる。しかしながらプラッギングは発電機になったモーターに対し逆電圧を供給することに等しいため投入する電流を制限せざるを得ず、通常の回転域では始動トルクより低い制動トルクしか得られないため小容量のモーターにしか適用できない。またそのままでは逆回転に至るため停止寸前においては摩擦ブレーキ等、機械的なブレーキ機構に制御を明け渡し電動機の電源供給を絶たなければならない。また同期電動機は同期速度でしかトルクを出し得ず、回転磁界に回転子が付いて行けなければ脱調を起こし回転が不安定になるためプラッギングは無効である。
なお電動機と同軸で機械式ブレーキやその他のブレーキが組み込まれていることもあり（ブレーキモーター）、各方面で活用されている。

### 非接触ブレーキ
渦電流ブレーキ

回転軸に導電性のディスクまたは円筒を取り付け、それを電磁石で挟み込むようにする。電磁石を直流で励磁した状態でディスクが回転すると、渦電流によって回転方向とは逆向きのトルクが生じることを利用したブレーキである。渦電流ブレーキは回転速度が下がるとともに制動トルクが下がるが、電磁石を用いることにより低速までブレーキ力を発揮できる。渦電流ブレーキはディスクまたは円筒のジュール熱としてエネルギーを吸収するため何らかの熱処理機構を必要とする。高速鉄道で用いる渦電流式ディスクブレーキではディスクを中空にしラジアル方向に空気を逃がす構造にしたベンチレーテッドディスクや、ドラム構造で強制通風により冷却する構造が取られている。欠点としては、渦電流を発生させる磁界を作る強力な電磁石を近接させる必要があるため重量がかさみ価格は高価になる。大型自動車・牽引自動車にも電磁式リターダの装着例があるが、強力な電磁石に供給するオルタネーターやバッテリーの強化が必要である。一定の磁界でいいことから強力なネオジム磁石を代わりに用いた適用例がありリターダとしても能力は限られるが小型・軽量でコストも手頃なことから日本においては採用例が増えている。なお磁界発生源が永久磁石であるため非作動時に永久磁石の磁力線を逃がす工夫がされている。

## 歴史

### 鉄道
客車や貨車が馬車の技術を援用して出発したという歴史的経緯から、当初は機械的ブレーキをテコの原理で人が直接操作する手ブレーキが用いられた。また蒸気機関車では自車で得られる蒸気を利用する蒸気ブレーキが使用され、連結運転時には各車両にブレーキマンと呼ばれる操作要員を配置してブレーキを操作していた。しかし編成の長大化に伴い緊急時の操作遅延や指令伝達、ブレーキ力の不足といった問題が表面化し、運転台から総括指令可能な貫通ブレーキの開発が進められるようになった。
当時は蒸気機関車が動力車であったこともあり、最も簡便にブレーキの動力源を確保可能な真空ブレーキが1860年代にイギリスで実用化される。続いて1868年にはアメリカのジョージ・ウェスティングハウスによって圧縮空気を使用する直通ブレーキが発明された。しかし、これらは連結器破損等による列車分離事故やブレーキホース・ブレーキ管の断裂などによって空気が漏洩すると編成全体のブレーキ力が低下、または完全に得られなくなり安全性に深刻な問題があった。
この問題は1872年にジョージ・ウェスティングハウスが自動空気ブレーキを発明したことで解決が見られた。これは編成全体に引き通された1本のブレーキ管に圧縮空気を供給し、その減圧操作で各車両へブレーキ動作を指令する画期的なシステムである。ブレーキホースが断裂すれば空気の漏洩によって自動的にブレーキが動作するため、長大編成運行時の保安性が飛躍的に向上した。なお、この種の貫通ブレーキシステムとしては、ワイヤとリール、重錘を使用するヘーベルラインブレーキなども開発されたが、連結・分離作業の困難さもあって少数派に留まっている。
その後は真空ブレーキに長く固執したイギリスなどを例外として自動空気ブレーキが事実上の標準としての地位を確立し、弁装置の改良や電磁同期弁の付加による電磁自動空気ブレーキ化などで性能を向上させた。一方で、応答性の良さや構造の単純さ故に直通ブレーキも改良が続けられた。
直通ブレーキに関しては1920年代後半のアメリカで発電ブレーキとの同期を容易化した電磁直通ブレーキが、1967年には日本で発電・回生ブレーキ動作と一体化した電気指令式ブレーキがそれぞれ開発されている。いずれも日本で爆発的に普及したが、世界的には在来車との互換性の問題もあって自動空気ブレーキ（電磁自動空気ブレーキを含む）のシェアが圧倒的である。電磁直通ブレーキや電気指令式ブレーキ、あるいは純電気ブレーキを装備する車両であっても、非常時のフェイルセーフを目的に自動空気ブレーキ相当の機構を備えるのが一般的となっている。

### 自動車
初期の自動車用ブレーキは馬車からの流用が多く、棒を車輪に擦り付けるなど原始的な機構が多かったが、走行性能の向上に伴って確実な制動方法が求められるようになる。そのためブレーキペダルの動きを四輪のドラムブレーキにロッドで伝える機構が採用され、後にワイヤーに代わったが、四輪への力の伝達具合が不均等で、ブレーキペダルを急に踏み込んだ場合に「片効き」になりやすく、制動力や車両の安定性に難があった。次いで機械式に代わり、油などの液体を介してピストンを動かす液圧式が採用されるようになり、実用的な制動力が得られるようになった。
液圧動作の車両ブレーキ装置に関しては、1895年に馬車用としてルードルフ・マイヤーが特許を取得しているが、その技術を自動車に取り入れたのはアメリカ人のマルコム・ロッキードである。デューセンバーグが1921年から前輪に油圧式ブレーキを採用し、クライスラーとアウディが1924年から四輪油圧式ブレーキを採用した。その後は自動車、オートバイとも、油圧式ブレーキが一般的となっている。当初はほとんどがドラムブレーキを採用していたが、1950年代以降はディスクブレーキの採用が広く進んだ。それに伴い、自己倍力作用を持たないディスクブレーキの欠点を補うため、ブレーキブースター (en:Vacuum servo) の同時装着も1960年代後半には一般的に行われる様になった。
また、タイヤの性能や車体とサスペンションの剛性向上に伴い、より安定した制動が可能となっていったが、一方で車両の運動エネルギー（重量と速度）も飛躍的に増大したため、各メーカーは高速度からのブレーキングでも安定した制動力を発揮させるために、ブレーキの構成部品のみならず、車両の重量配分、タイヤのサイズと特性、ショックアブソーバーやばね定数の適正化、重心移動や挙動の解析、アンチロック・ブレーキ・システム（ABS）や横滑り防止機構（ESC）など姿勢制御システムの開発なども含めてブレーキの開発を行っている。

## 技術
- 油圧ブレーキ - (en:Hydraulic brake)
  - ブレーキブースター - (en:Vacuum servo)
- 真空ブレーキ
- 空気ブレーキ
  - 直通ブレーキ
  - 自動空気ブレーキ
  - 電磁直通ブレーキ
  - 電気指令式ブレーキ
- リターダ・ダイナミックブレーキ
  - エンジンブレーキ
  - 排気ブレーキ
  - コンバータブレーキ（逆噴射装置を参照）
  - 電制
    - 発電ブレーキ
    - 回生ブレーキ
    - 純電気ブレーキ
    - 抑速ブレーキ
    - 電磁吸着ブレーキ
    - 渦電流式ディスクブレーキ
- 圧縮開放ブレーキ（パワータード）
- 空力ブレーキ
- 補助ブレーキ
  - パーキングブレーキ
- ブレーキ・バイ・ワイヤ
- ブレーキ・オーバーライド・システム
- アンチロックブレーキシステム - ABS
- 電子制御ブレーキシステム - EBD
- トラクションコントロールシステム - TRC
- 横滑り防止装置 - ESC